# 谷田専治
谷田 専治（たにだ せんじ、1908年1月19日 - 1994年1月1日）は、日本の生物学者、北海道大学名誉教授。

## 経歴
1908年、宮城県仙台市生まれ。1933年、東北帝国大学理学部を卒業。卒業後は、三井海洋生物研究所の研究員となり、下田で暮らす。1942年、北京・同仁会の華北防疫処に衛生昆虫研究室を開設するため赴任。1944年、学位論文『日本産石灰海綿の研究』を提出して理学博士号を取得。
1945年に太平洋戦争が終結すると、1946年に日本へ引き上げ帰国。その後は函館水産専門学校教授となった。1950年、水産資源研究所増殖部に着任。同研究所では、陸奥湾におけるホタテガイの耳づり養殖を試みるなどしている。後に北海道大学教授。1969年、北海道大学を定年退官し、名誉教授となった。鴨川シーワールド建設に携わり、江の島水族館館長もつとめた。

## 研究内容・業績
- 『相模湾産尋常海綿類』(丸善,1989年)は昭和天皇が採集された資料を基に谷田専治がまとめている[3]。

## 著作

### 著書
- 『動物界の不思議』 偕成社 1938.12
- 『貝の採集』 岩崎書店 1954 (少年の観察と実験文庫)
- 『水産動物学』 恒星社厚生閣 1960 (水産学全集)

### 共編
- 『生物の辞典』 柘植秀臣,永野為武 岩崎書店 1956

### 翻訳
- 『みゝずと土』 ダーウィン 大島正治共訳 冨山房百科文庫 1938
- 『細菌物語』 B.B.メイル 永野為武共訳 青木書店 1940 (文化叢書)
- 『白蟻談義 原名白蟻の心』 マレース 永野為武共訳 日新書院 1941
- 『熱帯の景観』 ウォーレス 創元社 1942 (創元科学叢書)
- 『熱帯の自然』 アルフレッド・R.ウォレス 新妻昭夫共訳 平河出版社 1987.1、ちくま学芸文庫 1998

## 参考
- 廣崎芳次「谷田専治先生(1908-1994)」『動物分類学会誌』第51号、日本動物分類学会、1994年7月25日、1-2頁、NAID 110002341603。